# Gute Vertriebspraxis von Humanarzneimitteln
Die Leitlinien für die gute Vertriebspraxis von Humanarzneimitteln (englisch Good Distribution Practice of medicinal products for human use (GDP)) sind von der Europäischen Kommission am 7. März 2013 veröffentlichte und am 5. November 2013 in Kraft getretene Leitlinien. Sie haben zwei Hauptziele. Einerseits sollen sie verhindern helfen, dass gefälschte Arzneimittel in legale Lieferketten für Arzneimittel gelangen. Andererseits sollen sie helfen, die Kontrolle der Vertriebskette sicherzustellen und dadurch die Qualität und Unversehrtheit von Arzneimitteln aufrechtzuerhalten.
Die GDP basieren auf den Artikeln 84 und 85b(3) der Richtlinie 2001/83/EG des Europäischen Parlaments. In die deutsche Gesetzgebung sind die Leitlinien über den § 1a Qualitätssicherungssystem der Arzneimittelhandelsverordnung (AM-HandelsV) integriert. Darin heißt es „Betriebe und Einrichtungen müssen die EU-Leitlinien für die ‚Gute Vertriebspraxis von Arzneimitteln‘ einhalten […]“.

## Kapitel 1 – Qualitätsmanagement
Das Kapitel 1 schreibt Großhändlern von Arzneimitteln ein Qualitätssicherungssystem vor. In diesem System sind die Verantwortlichkeiten, Abläufe und die Grundsätze des Risikomanagements in Bezug auf ihre Tätigkeiten dargelegt. Qualitätsrisikomanagement ist ein systematischer Prozess zur Bewertung, Kontrolle, Kommunikation und Überprüfung von Risiken in Bezug auf die Qualität von Arzneimitteln. Es kann sowohl proaktiv als auch retrospektiv durchgeführt werden.
In den Leitlinien wird beschrieben, wie Arzneimittel beschafft, gelagert, innerhalb einer zufriedenstellenden Frist an die richtigen Empfänger geliefert und exportiert werden, Aufzeichnungen über die Prozessabläufe zeitnah erstellt und Abweichungen von den Qualitätskriterien dokumentiert und untersucht werden. Sofern Abweichungen festgestellt werden, sollen geeignete Korrektur- bzw. Vorbeugemaßnahmen (Corrective and Preventive Measures „CAPA“) zur Korrektur bzw. Verhinderung eingeleitet werden. Sofern Auftragnehmer für die Durchführung von Tätigkeiten eingesetzt werden, muss die Bewertung seiner Eignung und Kompetenz erfolgen. In der Zusammenarbeit mit Auftragnehmern sind Zuständigkeiten und Kommunikationsprozesse zu definieren sowie die Leistung des Auftragnehmers zu überwachen und die Umsetzung von Änderungen und Korrekturen zu überprüfen. Zuständig für das Qualitätssicherungssystem sind die Geschäftsführer.

## Kapitel 2 – Personal
Für die Tätigkeit von Großhändlern ist es wichtig, dass ausreichend geschultes Personal zur Verfügung steht. So soll gewährleistet werden, dass Tätigkeiten, für die der Großhändler verantwortlich ist, tatsächlich und korrekt ausgeführt werden. Beim Großhändler ist eine verantwortliche Person zu benennen. Diese genehmigt die Einbindung von Zulieferer und Kunden, sowie alle ausgelagerten Tätigkeiten, die Auswirkungen auf die gute Vertriebspraxis haben könnten.

## Kapitel 3 – Betriebsräume und Ausrüstung
Betriebsräume, Anlagen und Einrichtungen der Großhändler müssen für die Ausführung der Tätigkeiten geeignet und ausreichend sein. Sie sollen sauber, trocken und angemessen temperiert sein und die ordnungsgemäße Lagerung und den ordnungsgemäßen Vertrieb der Arzneimittel gewährleisten.
Geräte, die zur Überwachung und Kontrolle der Lagerumgebung der Arzneimittel benutzt werden, sollten regelmäßig auf der Grundlage einer Risiko- und Zuverlässigkeitsbewertung kalibriert werden.
Die Kalibrierung der Geräte sollte auf einer nationalen oder internationalen Messnorm beruhen.
Es sollten geeignete Alarmsysteme bestehen, die Abweichungen von den prädefinierten Lagerbedingungen melden.
Die Alarmstufen sollten angemessen festgelegt und die Ausrüstung regelmäßig auf ordnungsgemäße Funktionsweise überprüft werden.

## Kapitel 4 – Dokumentation
Die schriftliche Dokumentation des Qualitätssicherungssystems und der Tätigkeiten ist ein wesentlicher Bestandteil des Qualitätssicherungssystems. Dadurch können Irrtümer durch nur die mündliche Kommunikation vermieden werden und es ist möglich, die relevanten Arbeitsgänge beim Vertrieb von Arzneimitteln zu planen und nachzuvollziehen.
Datum, Name des Arzneimittels, eingegangene, gelieferte oder vermittelte Menge, Name und Anschrift des Lieferanten, Kunden, Vermittlers bzw. des Empfängers sowie mindestens die Chargennummer des Arzneimittels, das die Sicherheitsmerkmale trägt, sind die Angaben, die mindestens in den Aufzeichnungen enthalten sein müssen.

## Kapitel 5 – Betrieb
Der Großhändler soll gewährleisten, dass die Identität des Arzneimittels nicht verloren geht und dass der Großhandelsvertrieb der Arzneimittel gemäß den Angaben auf der äußeren Umhüllung erfolgt. Insbesondere sollte er sich aller verfügbaren Mittel bedienen, um das Risiko des Eindringens gefälschter Arzneimittel in die legale Lieferkette zu minimieren.
Für eingehende Lieferungen muss der Lieferant ein Dokument (z. B. der Lieferschein) vorlegen. Auf ihm sind Zeitpunkt, Name und pharmazeutische Form des Arzneimittels, Chargennummer des Arzneimittels zumindest bei den Arzneimitteln, die die Sicherheitsmerkmale tragen, gelieferte Menge, Name und Anschrift des Lieferanten und des Empfängers (hier tatsächliche Anschrift der Lagerräumlichkeiten, falls diese sich von der des Empfängers unterscheidet) sowie eventuell erforderliche Transport- und Lagerbedingungen angegeben. Aus den Aufzeichnungen sollte der tatsächliche Lagerort eines Produkts jederzeit erkennbar sein.

## Kapitel 6 – Beschwerden, Rückgaben, Verdacht auf gefälschte Arzneimittel, Arzneimittelrückrufe
Schriftlich zu dokumentieren sind alle Beschwerden, Rückgaben, Verdachtsfälle gefälschter Arzneimittel und Rückrufe. Das Verfahren zur Dokumentation selbst solle ebenfalls schriftlich dokumentiert sein. Die zuständigen Behörden sollten auf Anforderung Zugang zu diesen Dokumenten haben. Diese und die in den Unternehmen zuständigen Personen sollten leichten Zugang zu den Dokumenten haben. In den Dokumenten sollten ausreichende Angaben zu den Händlern und direkt belieferten Kunden (Anschriften, Telefon- und/oder Faxnummern während und außerhalb der Geschäftszeiten, Chargennummern mindestens der Produkte, die die rechtlich vorgeschriebenen Sicherheitsmerkmale tragen, gelieferte Mengen) sowie Angaben über exportierte Produkte und Arzneimittelproben enthalten.
Sofern zurückgeführte Arzneimittel wieder zum Verkauf freigegeben werden sollen, muss vorher eine Bewertung der Produkte erfolgen. Alle Teilnehmer der Lieferkette müssen nach diesem Verfahren arbeiten, um Arzneimittelfälschungen wirksam bekämpfen zu können.

## Kapitel 7 – Ausgelagerte Tätigkeiten/Tätigkeiten im Auftrag
Sofern der Großhändler Tätigkeiten an externe Unternehmen auslagern will, müssen die Tätigkeiten, die in den Erfassungsbereich des Leitfadens über die gute Vertriebspraxis fallen, genau definiert, abgestimmt und kontrolliert werden. Damit werden Missverständnisse, die die Unversehrtheit des Produkts beeinträchtigen könnten, vermieden. Auftraggeber und Auftragnehmer schließen einen schriftlichen Vertrag. Dort sind die Pflichten jeder Partei klar festgelegt.
Genauso wie der Großhändler muss auch der Auftragnehmer über angemessene Betriebsräume, Ausrüstung, Fachkenntnis und Erfahrung sowie über fachkundiges Personal zur Durchführung der in Auftrag gegebenen Tätigkeiten verfügen.
Sofern der Auftragnehmer, auf ihn übertragene Aufgaben an eine dritte Partei weitergeben möchte, muss dieses vorab durch den Auftraggeber bewertet und freigeben werden. Die dritte Partei muss vorab vom Auftraggeber oder vom Auftragnehmer auditiert werden. Die dritte Partei muss für sie relevante Informationen aus dem Vertragsverhältnis des Großhändlers mit dem Auftragnehmer zur Verfügung gestellt bekommen.

## Kapitel 8 – Selbstinspektionen
Die Einhaltung der Grundsätze der guten Vertriebspraxis, soll durch regelmäßige Selbstinspektionen sichergestellt werden. Bei festgestellten Abweichungen können dadurch Korrekturmaßnahmen vorgeschlagen werden. Die Selbstinspektion kann nicht durch externe Experten durchgeführte Audits ersetzen werden. Externe Audits sind nicht ausgeschlossen, können jedoch nur die Einhaltung der Leitlinien unterstützen.

## Kapitel 9 – Transport
Der liefernde Großhändler ist für den Schutz der Arzneimittel hinsichtlich Qualität und Unversehrtheit einschließlich der Verpackung über die gesamte Transportkette verantwortlich. Er muss sicherstellen, dass die für den Vertrieb, die Lagerung oder die Handhabung von Arzneimitteln verwendeten Fahrzeuge und Geräte für die betreffende Verwendung geeignet und so ausgerüstet sind. Das Verfahren zur Einhaltung der Leitlinien im Transportprozess einschließlich Reinigung und Sicherheitsvorkehrungen sowie zur Feststellung von und Reaktion auf Abweichungen sollen schriftlich dokumentiert sein. Das betrifft besonders Bruch, Beeinträchtigung und Diebstahl sowie die Einhaltung der vorgegebenen Temperaturbedingungen. Die vorgegebenen Temperaturen für Arzneimittel sind vom Hersteller auf der äußeren Umhüllung des Arzneimittels angegeben. Die Temperaturvorgaben sollen auch beim Abladen, Umladen oder Zwischenlagerung von Arzneimitteln eingehalten werden. Zeiten der Zwischenlagerung bis zur nächsten Transportetappe sind zu minimieren. Händler und Empfänger von Arzneimittel sollen über Abweichungen wie Temperaturabweichungen und Beschädigungen auf dem Transport unterrichtet werden. Das Verfahren zur Feststellung von Abweichungen soll dokumentiert sein.
Vorzugsweise sollen beim Transport von Arzneimittel ausschließlich diesem Zweck vorbehaltene Fahrzeuge und Geräte verwendet werden. Sofern dies nicht umgesetzt werden kann, sollen Verfahren bestehen, durch die gewährleistet ist, dass die Qualität der Arzneimittel nicht beeinträchtigt wird.
Arzneimittel sollen nur an die auf dem Lieferschein angegebene Adresse und zu Händen oder an die Betriebsräume des Empfängers geliefert und nicht in anderen Betriebsräumen abgegeben werden.
Für Lieferungen außerhalb der Bürozeiten sollen schriftlich niedergelegte Verfahren bestehen und extra Personen benannt sein. Die Festlegungen aus Kapitel 7 sind anzuwenden, wenn dritte Parteien beim Transport zum Einsatz kommen.
Der Transportplanung sollte ein risikobasierter Ansatz zugrunde liegen. Auf Basis dieser Risikobewertung werden Methoden und Geräte zur Temperaturführung und -kontrolle ausgewählt und eingesetzt. Die Geräte sollen regelmäßig mindestens einmal pro Jahr gewartet und kalibriert werden.
Die beim Transport verwendeten Behältern sollen so beschaffen sein, dass sie keine negativen Auswirkungen auf die Qualität der Produkte haben und einen angemessenen Schutz vor äußeren Einflüssen und Verunreinigungen (Kontamination) bieten. Die Beschriftung der Behälter ist so zu gestalten, dass ausreichende Informationen über Inhalt und Herkunft, Handhabungs- und Lagerbedingungen sowie Vorsichtsmaßnahmen daraus hervorgehen. So wird sichergestellt, dass die Produkte jederzeit korrekt gehandhabt werden und gesichert sind.
Bei Arzneimittellieferungen, die besonderen Bedingungen wie für Betäubungsmittel oder psychotrope Substanzen unterliegen, sind die Verfahrensbeschreibungen, Risikobeurteilungen und eingesetzten Betriebsmittel sowie das Personal entsprechend anzupassen. Zusätzliche Kontrollsysteme sollten eingerichtet werden. Das betrifft besonders temperaturempfindliche Produkte, für die qualifiziertes Material (z. B. Thermalverpackungen, temperierte Behälter oder Fahrzeuge mit Temperaturkontrolle) verwendet werden sollen. Kunden sollen Zugriff auf die schriftlich dokumentierten Verfahrensanweisungen sowie Kontrollergebnisse, Abweichungsanalysen und eingeleiteten Maßnahmen haben.

## Kapitel 10 – Besondere Vorschriften für Vermittler
Sofern Vermittler beim An- und Verkauf von Arzneimitteln zum Einsatz kommen, gelten für sie die Bestimmungen für Großhändler analog, mit der Ausnahme, dass Vermittler keine Arzneimittel beschaffen, liefern oder lagern. Vermittler sind Personen, die Tätigkeiten im Zusammenhang mit dem An- oder Verkauf von Arzneimitteln durchführen, die nicht mit physischem Umgang verbunden sind und die darin bestehen, unabhängig und im Namen einer anderen juristischen oder natürlichen Person zu verhandeln. Vermittler sind verpflichtet, sich zu registrieren und müssen über eine ständige Anschrift verfügen. Sie müssen ihre Kontaktangaben in dem Mitgliedstaat, in dem sie registriert sind, vorlegen und der zuständigen Behörde Änderungen dieser Angaben unverzüglich melden.